# 郡山市立湖南中学校
郡山市立湖南中学校（こおりやましりつ こなんちゅうがっこう）は、福島県郡山市湖南町三代字京塚にある公立中学校。

## 概要
1975年（昭和50年）に郡山市湖南町の4つの中学校が統合して設立。2005年（平成17年）に5つの小学校が統合した湖南小学校と敷地を共有しており、公立の学校としては全国で初めて小中一貫教育を行っている。隣接する湖南小学校とともに、郡山市立湖南小中学校と称されることもある。小学1年生からの英語表現教育、小学5年生からの教科担任制の導入、小中校間の交流、冬季のスキー学習など、特色ある教育を行っている。

## 沿革
- 1947年（昭和22年）4月1日 - 赤津村立赤津中学校、三代村立三代中学校、福良村立福良中学校、月形村立月形中学校、中野村立中野中学校創立。
- 1955年（昭和30年）3月31日 - 湖南村立赤津中学校、湖南村立三代中学校、湖南村立福良中学校、湖南村立月形中学校、湖南村立中野中学校に改称
- 1956年（昭和31年）4月1日 - 赤津中学校を福良中学校へ統合
- 1965年（昭和40年）5月1日 - 郡山市立三代中学校、郡山市立福良中学校、郡山市立月形中学校、郡山市立中野中学校に改称
- 1975年（昭和50年）4月1日 - 三代中学校、福良中学校、月形中学校、中野中学校の4校を統合して設立

## 通学区域
- 郡山市湖南町全域

## 交通
- JR磐梯熱海駅・上戸駅より会津バス利用湖南中学校前バス停下車